# Christiansholms Batteri
Christiansholms Batteri blev opført 1887-1892 i Klampenborg og indgik som led i Nordfronten af Københavns Befæstning.
Det indgik som hovedværk i Christiansholmslinjen, der ud over selve det trekantede batteri bestod af to batterier placeret på hver side af fortet. Linjen forløb øst-vest og var omkring 700 meter lang. Det østlige batteri stod i forbindelse med kystbatteriet Hvidøre Batteri, der skulle sikre batteriet mod angreb fra søsiden.
Batteriet var trekantet og omgivet af en våd grav. Selve fortet var i to etager: Den øverste til operationelle formål, den nederste til indkvartering og magasiner. 
Batteriet havde en række forskellige opgaver: 
- Batteriet skulle deltage i lukningen af 'hullet i nordfronten', idet den sydlige del af Dyrehaven kunne beskydes herfra.
- Endelig indgik det i planerne, at fortet skulle huse egne styrker, der kunne indsættes, såfremt fjenden forsøgte landgang i Bellevue og omegn.

På fortdækket var bestykket med korte 15 cm. kanoner i tre pansertårne. Rækkevidden var ca. 5 km. Til nærforsvaret var opstillet to 8mm 10-løbede mitrailleuser (maskingeværer), som kunne bestryge de to våde grave, der samledes i forttrekantens toppunkt. struben blev forsvaret med to 9 cm flankeringskanoner i en strubekaponiere.
De to batterier, Østre og Vestre, var udstyret med hver fire 15 cm kanoner med en rækkevidde på 6,3 km. De to batterier benævntes også østre og vestre kvindebatteri.  De to batterier på hver fire 15 cm kanoner var de såkaldte kvindekanoner, der var indkøbt for midler indsamlet af 20.000 patriotiske kvinder og foræret til kongen. 
Det østre batteri havde yderligere to, og det vestre seks, 9 cm kanoner med en rækkevidde på knap 6 km.. 
Christiansholms Batteri blev nedlagt sammen med den øvrige landbefæstning i 1920. I dag findes kun fortets strube. Den ligger ud til Hvidørevej, der løber i fortets tidligere voldgrav. Fortets top er bebygget med en række fredede funkisvillaer af Mogens Lassen, hvor elementer fra fortet er integreret i arkitekturen. 